# Liste der Flaggen im Kreis Wesel

Der Kreis Wesel in Nordrhein-Westfalen

Diese Liste beinhaltet alle in der Wikipedia gelisteten Flaggen im Kreis Wesel in Nordrhein-Westfalen. Weitere Flaggen von Städten, Gemeinden und Kreisen in Nordrhein-Westfalen sind über die Navigationsleiste am Ende der Seite erreichbar.
| Zur Flagge des Kreises Wesel heißt es in seiner Hauptsatzung: | |
| Kreiswappen                                                   | „Der Kreis führt ein Wappen, das in einem grünen Schild eine silberne Kopfweide enthält“ […] „Der Kreis führt folgende Flagge: Der Kreis führt eine Flagge, die in einem grünen Tuch eine weiße Kopfweide enthält.“ (Wappen genehmigt am 14. Juli 1978) |

Wichtiger Hinweis
Zur Zeit der Erstellung dieses Artikels befinden sich darin nicht alle Flaggenabbildungen, dafür aber die Platzhalter  für Hissflaggen und  für Banner. Entsprechende Platzhalter  sind auch auf den Wappenlisten üblich und eine Aufforderung, die noch fehlenden Abbildungen zu finden oder zu erstellen und hochzuladen.

## Städte
| Stadt            | Hissflagge                         | Banner | Zitate aus den Hauptsatzungen der Gemeinden und Städte |
| ---------------- | ---------------------------------- | ------ | --- |
| Alpen            | laut Hauptsatzung keine Hissflagge |        | Der Gemeinde Alpen ist mit Urkunde des Regierungspräsidenten in Düsseldorf vom 14. Januar 1971 das Recht zur Führung eines Wappens verliehen worden. Beschreibung des Wappens: Elfmal Gold (Gelb) nach Rot geteilt, belegt mit einem rotbewehrten schwarzen Adler. Beschreibung der Flagge (Banner): Elfmal von Gelb nach Rot quergestreift, belegt mit einem etwas über die Mitte nach oben geschobenen rotbewehrten schwarzen Adler. |
| Dinslaken        |                                    |        | Das Wappen der Stadt Dinslaken zeigt in der unteren Hälfte in roter Farbe eine Torburg auf silberfarbenen Grunde mit beidseitiger Zinnenmauer, über der drei runde Türme emporragen; der mächtige Mittelturm hat einen Zinnenrand; die schlankeren Seitentürme haben Kugelspitzen. Als Flagge führt die Stadt Dinslaken in Längsrichtung die Farben rot-weiß mit dem in Absatz 1 beschriebenen Wappen. |
| Hamminkeln       | laut Hauptsatzung keine Hissflagge |        | Die Stadt Hamminkeln führt ein Wappen, ein Siegel und eine Flagge (Banner). Wappen und Siegel wurden mit Urkunde des Regierungspräsidenten in Düsseldorf vom 11. November 1977, das Banner mit Urkunde vom 6. August 1978, genehmigt. Das Wappen der Stadt ist wie folgt beschrieben ‚In Grün – über einem silbernen Wellenbalken – ein silberner Rundschild, belegt mit einer achtstrahligen schwarzen Lilienhaspel, auf dem Schildrand sieben kleine Rundschilde in Wechselfarben. […]‘ Das Banner zeigt auf grünem Fahnentuch die Embleme des Wappens. |
| Hünxe            |                                    |        | Der Gemeinde ist mit Urkunde des Regierungspräsidenten in Düsseldorf vom 9. Juni 1976 das Recht zur Führung eines Wappens verliehen worden. Beschreibung des Wappens: Im geteilten Schild oben in Blau ein liegender links gerichteter goldener (gelber) Pfeil, überhöht von einem achtstrahligen goldenen (gelben) Stern; unten in Rot ein halbes silbernes (weißes) Schildchen an der Teilungslinie, überlegt mit einer halben goldenen (gelben) Lilienhaspel. […] Der Gemeinde ist ferner mit Urkunde des Regierungspräsidenten in Düsseldorf vom 9. Juni 1976 das Recht zur Führung eines Banners und einer Hissflagge verliehen worden. Beschreibung des Banners und der Hissflagge: Banner: Rot-Gelb-Rot im Verhältnis 1 : 4 : 1 längsgestreift mit dem Wappenschild der Gemeinde im ersten Drittel auf der gelben Bahn. Beschreibung der Hissflagge: Rot-Gelb-Rot im Verhältnis 1 : 4 : 1 längsgestreift mit dem zur Stange hin verschobenen Wappenschild der Gemeinde auf der gelben Bahn. |
| Kamp-Lintfort    |                                    |        | Die Stadt führt Wappen, Flagge, Dienstsiegel. Beschreibung des Wappens [nicht Teil der amtlichen Bekanntmachung]: In rotem Feld die silberne Abteikirche Kamp mit grünem Dach und Turmhelmen; die beiden seitlichen Türme tragen oben eine goldene Kugel, der Dachreiter einen goldenen Hahn. Unter der Kirche gekreuzt ein schwarzer Schlägel und ein schwarzes Eisen. Im rechten Obereck ein goldenes Schildchen, darin eine blaue Weltkugel, die von einem goldenen Ring umschlossen wird, von dem eine goldene Pflugschar nach unten ausgeht. Die Flagge zeigt die Farben rot/weiß/grün in Längsrichtung und das Wappen. |
| Moers            | laut Hauptsatzung keine Hissflagge |        | Beschreibung des Wappens [nicht Teil der amtlichen Bekanntmachung]: Das Wappen der Stadt Moers zeigt in gespaltenem Schild vorne in Silber einen roten Zinnenturm mit offenem, schwarzem Fallgatter, hinten in Gold einen schwarzen Balken. Das Banner der Stadt Moers hat senkrecht längs gestreift je eine schwarze und eine gelbe Hälfte und zeigt in der Mitte der oberen Hälfte das Stadtwappen. |
| Neukirchen-Vluyn | laut Hauptsatzung keine Hissflagge |        | Der Stadt ist mit Urkunde des Innenministers des Landes Nordrhein-Westfalen vom 23. November 1961 das Recht zur Führung eines Wappens und Siegels verliehen worden. Beschreibung des Wappens: Das Wappen zeigt drei goldene schräg links gestellte Wellenbalken auf schwarzem Feld. […] Der Stadt ist mit Urkunde des Innenministers des Landes Nordrhein-Westfalen vom 9. Mai 1962 das Recht zur Führung eines Banners verliehen worden. Das Banner besteht aus 3 gleich langen und gleich breiten Bahnen in den Farben schwarz gelb-schwarz und zeigt im weißen Bannerhaupt das Wappen der Stadt. |
| Rheinberg        |                                    |        | Die Stadt Rheinberg führt Wappen und Flagge. Das Wappen trägt auf silbernem Grund ein rotes Balkenkreuz, das mit einem aufgerichteten goldenen Schlüssel, dessen Bart nach links zeigt, belegt ist; es entspricht derdieser Satzung beigefügten Abbildung. […] Die Flagge trägt […] auf weißem Grund ein rotes Balkenkreuz mit gelbem Schlüssel. Sie kann sowohl die Form eines Banners als auch die einer Fahne haben. |
| Schermbeck       | laut Hauptsatzung keine Hissflagge |        | Der Gemeinde ist mit Urkunde des Regierungspräsidenten in Düsseldorf vom 21. Dezember 1977 das Recht zur Führung eines Wappens verliehen worden. Beschreibung des Wappens: ‚Über grün gewelltem Schildfuß in Rot ein silberner (weißer) Herzschild belegt mit einer dreischenkeligen goldenen (gelben) Lilienhaspel und einem goldenen (gelben) Lilienbalken‘ Der Gemeinde ist ferner mit gleicher Urkunde das Recht zur Führung eines Banners (Flagge) verliehen worden. Beschreibung des Banners: Grün-Weiß-Grün im Verhältnis 1 : 8 : 1 längsgestreift mit dem Gemeindewappen etwas oberhalb der Mitte. |
| Sonsbeck         | laut Hauptsatzung keine Hissflagge |        | Die Gemeinde Sonsbeck führt ein Wappen, ein Siegel und eine Flagge (Banner). Das Wappen zeigt in rot eine neunzehnstrahlige goldene (gelbe) Sonne, über die ganze Schildbreite belegt mit einem erniedrigten blauen Wellenbalken, dieser oben begleitet von einem dreizinnigen roten Mauerstück. […] Die Flagge (Banner) ist im Verhältnis 1 : 1 : 1 längsgestreift und in den Farben gelb - blau - gelb. Das weiße Bannerhaupt zeigt das Wappen der Gemeinde. |
| Voerde           | laut Hauptsatzung keine Hissflagge |        | Der Stadt ist mit Urkunde des Innenministers vom 18. Oktober 1951 das Recht zur Führung eines Wappens und mit Urkunde des Innenministers vom 15.05.1957 das Recht zur Führung einer Flagge verliehen worden. Beschreibung des Wappens: In geteiltem Schild oben in schwarzem Feld ein halbes goldenes Rad auf der Teilungslinie, unten in rotem Feld über einem silbernen Herzschildchen eine halbe goldene Lilienhaspel. Beschreibung der Flagge: Das Banner der Stadt Voerde zeigt im weißen Oberviertel (Bannerhaupt) das Wappen der Stadt. Darunter befinden sich zwei gleich lange und gleich breite Bahnen Rot-Gelb. |
| Wesel            |                                    |        | Das Wappen der Stadt Wesel zeigt in rotem Feld ein silbernes Herzschild, das von drei nach rechts springenden silbernen Wieseln begleitet wird. Als Flagge führt die Stadt Wesel die Farben rot-weiß-rot; im weißen Feld das Wappen der Stadt. |
| Xanten           |                                    |        | Die Stadt Xanten führt Wappen, Flagge und Siegel. Das Wappen der Stadt zeigt im silbernen Feld, das von einem mit altgoldenen Münzen belegten schwarzen Bord eingefasst ist, zwei schräg gekreuzte Schlüssel mit abgewendeten Bärten, zwischen denen oben ein schwarzes Kreuzchen schwebt. […] Die Flagge der Stadt Xanten ist in drei gleichen breiten Querstreifen schwarz/weiß/schwarz geteilt. Das Banner der Stadt Xanten ist unter einem quadratischen weißen Feld, in dem das Stadtwappen steht, in drei gleich breiten Streifen von schwarz/weiß/schwarz gespalten […]. |